# 庫佐朱盧
36°53′N 36°14′E / 36.883°N 36.233°E
庫佐朱盧是土耳其的城鎮，位於該國南部，由哈塔伊省負責管轄，該鎮在500年前由奧托曼帝國的帕夏興建，海拔高度105米，2011年人口11,300。